# Graphis eimeoensis
Graphis eimeoensis är en lavart som beskrevs av A. W. Archer & Elix. Graphis eimeoensis ingår i släktet Graphis och familjen Graphidaceae.   Inga underarter finns listade i Catalogue of Life.